# Premi Lumière 1998
La cerimonia di premiazione della 3ª edizione dei Premi Lumière si è svolta il 15 dicembre 1998 ed è stata presieduta da Fanny Ardant.

## Vincitori
- Miglior film: Marius e Jeannette, regia di Robert Guédiguian
- Miglior regista: Luc Besson - Il quinto elemento (Le cinquième élément)
- Miglior attrice: Miou-Miou - Nettoyage à sec
- Miglior attore: Michel Serrault - Rien ne va plus
- Migliore sceneggiatura: Manuel Poirier e Jean-François Goyet - Western - Alla ricerca della donna ideale (Western)
- Miglior film straniero: Grazie, signora Thatcher (Brassed Off), regia di Mark Herman